# Arhipelag

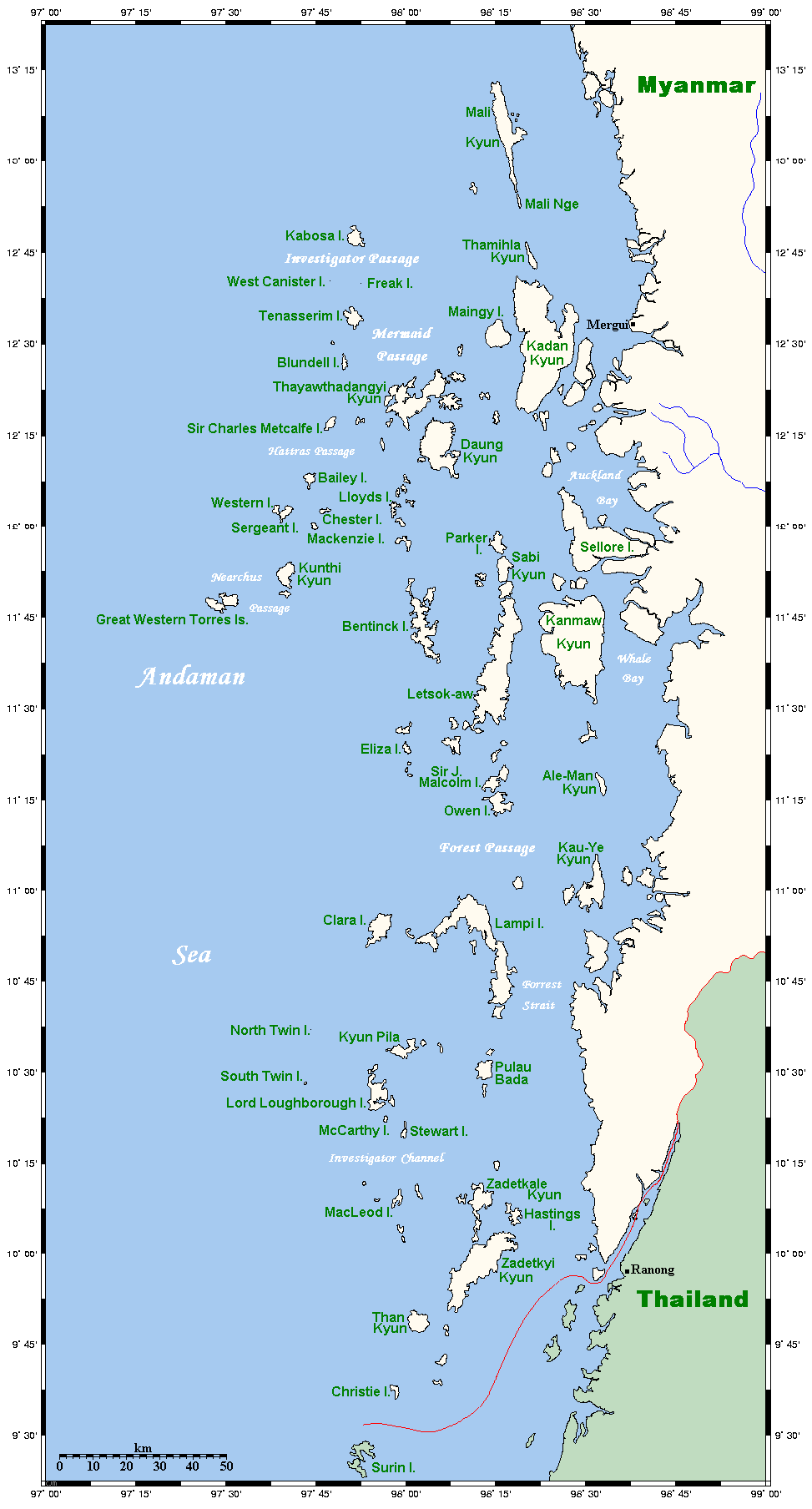
Arhipelagul Mergui din Myanmar

Un arhipelag este un lanț sau o grupare de insule. Cuvântul arhipelag înseamnă „șeful mării” și provine din greacă: arkhon (arkhi-) („șef”) și pelagos („mare”). În antichitate, Arhipelagul era numele corespunzător Mării Egee și, mai târziu, cuvântul se referea la insulele din Marea Egee (de când aceasta este remarcată pentru numărul său mare de insule). Acum acest termen este folosit pentru a numi orice grup de insule sau, uneori, o mare ce conține un număr mare de insule împrăștiate, ca de exemplu Marea Egee.
Arhipelagurile se află în general la marea deschisă; mai rar, arhipelagurile se pot învecina direct și cu o porțiune de uscat. Arhipelagurile sunt adesea vulcanice, dar există și alte procese implicate în constituirea lor, incluzând eroziunea și depunerea.

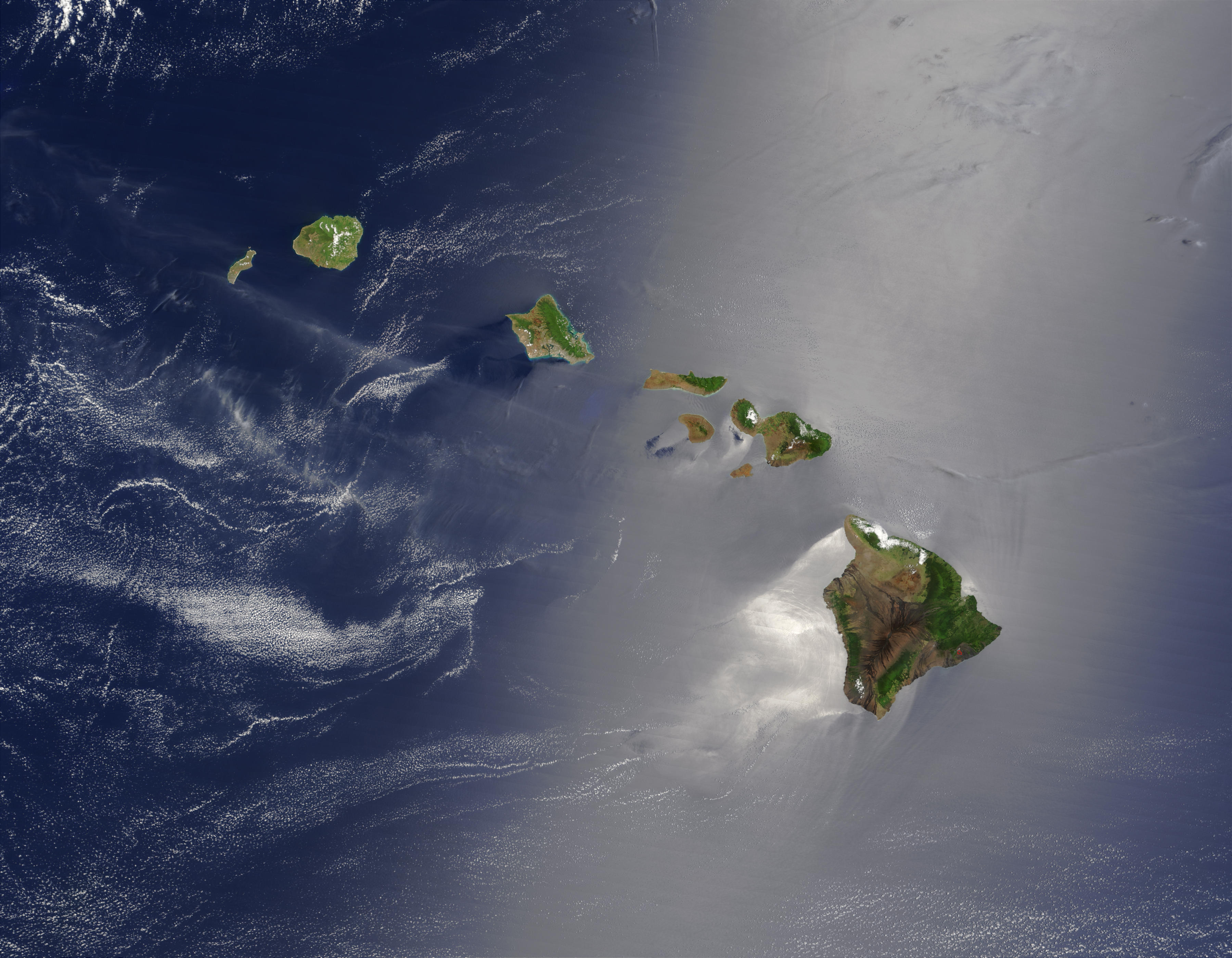
Arhipelagul vulcanic Hawaii. Fotografie de NASA.

Cel mai mare arhipelag după suprafață este Arhipelagul Arctic Canadian. Cel mai mare arhipelag după numărul de insule este arhipelagul Saaristomeri din largul coastei Finlandei, care este conectat la regiunea autonomă arhipelag Åland aparținând Finlandei.